# Léguevin
Léguevin è un comune francese di 8 603 abitanti situato nel dipartimento dell'Alta Garonna nella regione dell'Occitania.

## Società

### Evoluzione demografica
Abitanti censiti

## Monumenti

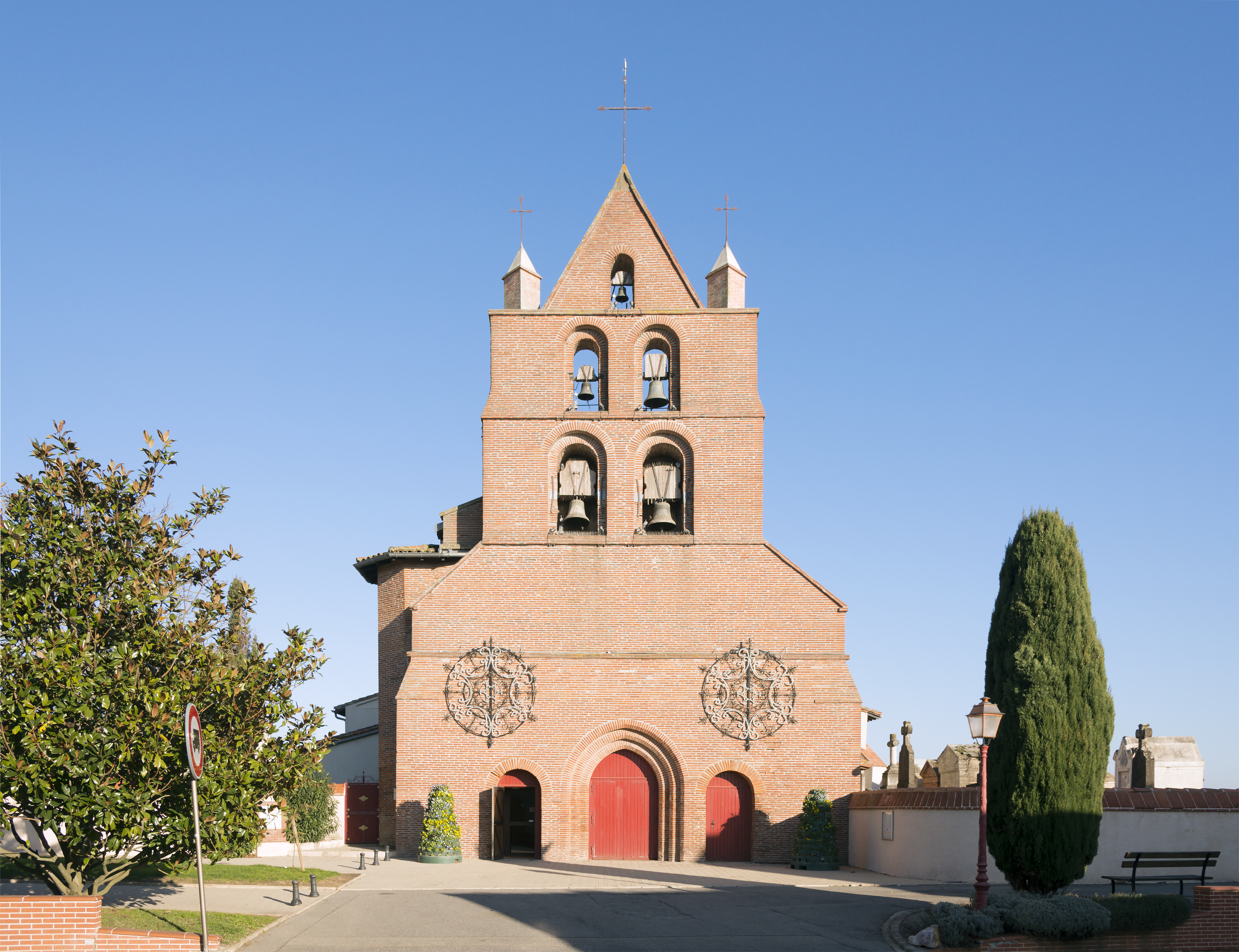
La Chiesa.
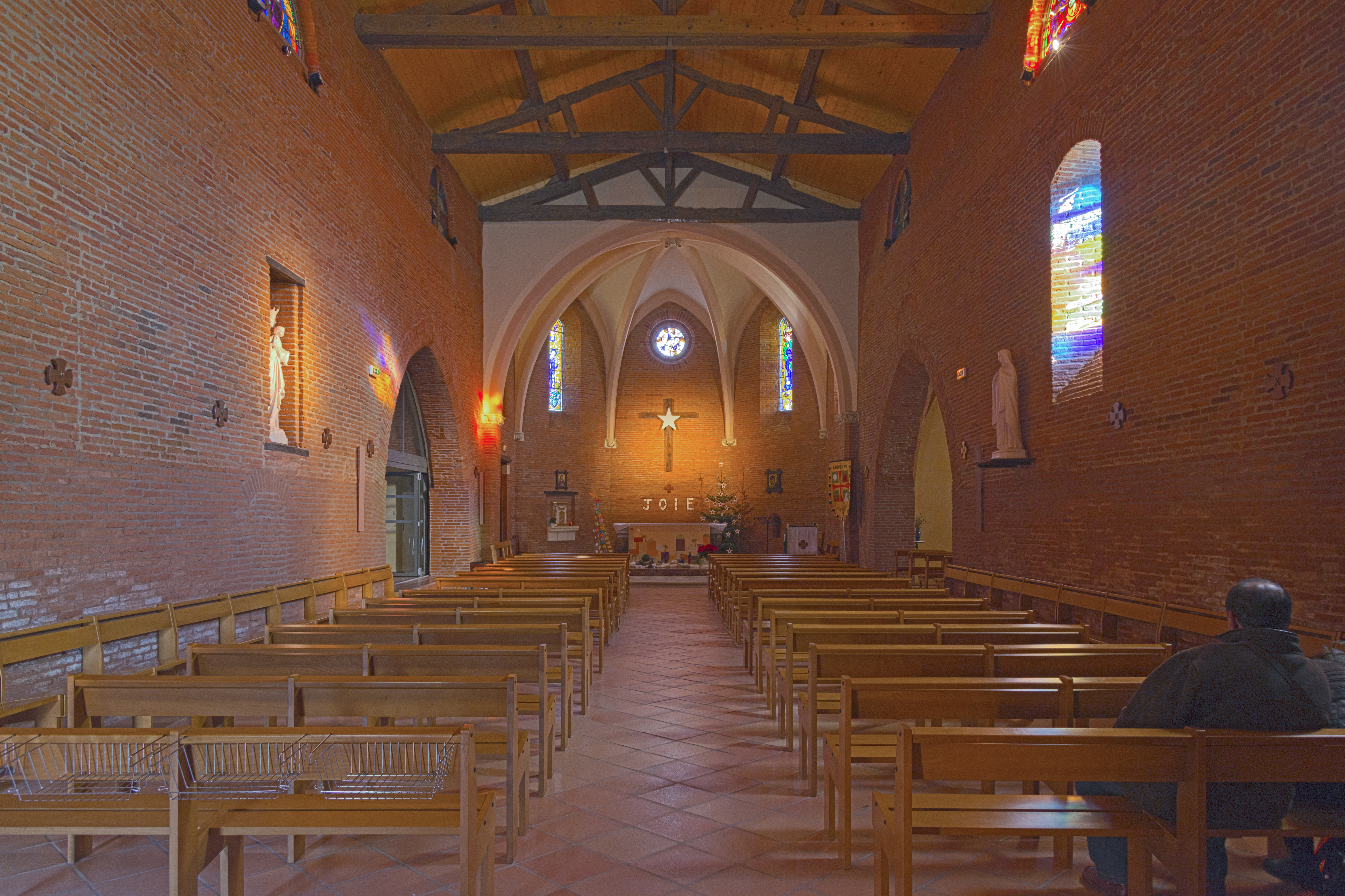
La Nave.
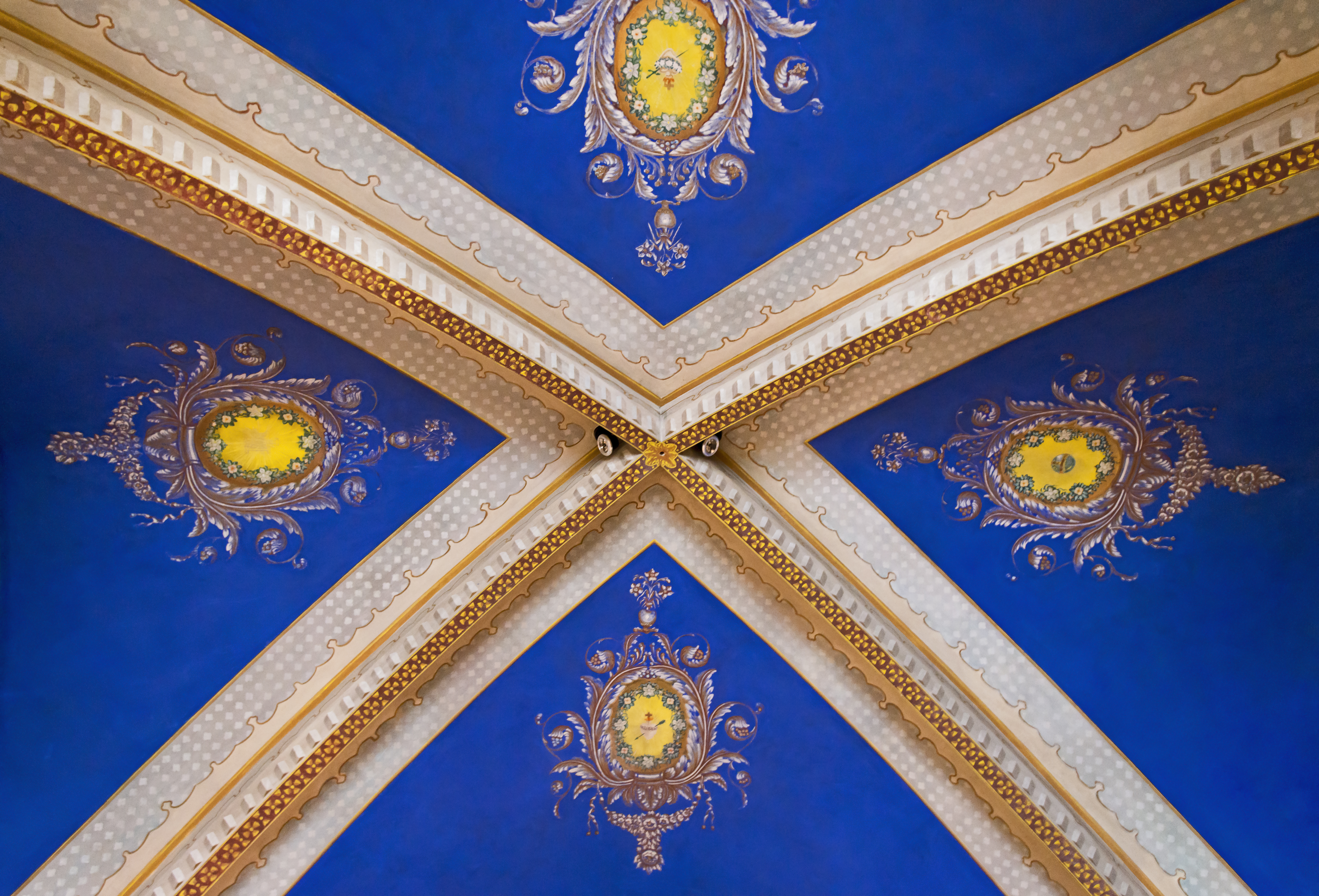
Il soffitto della chiesa.
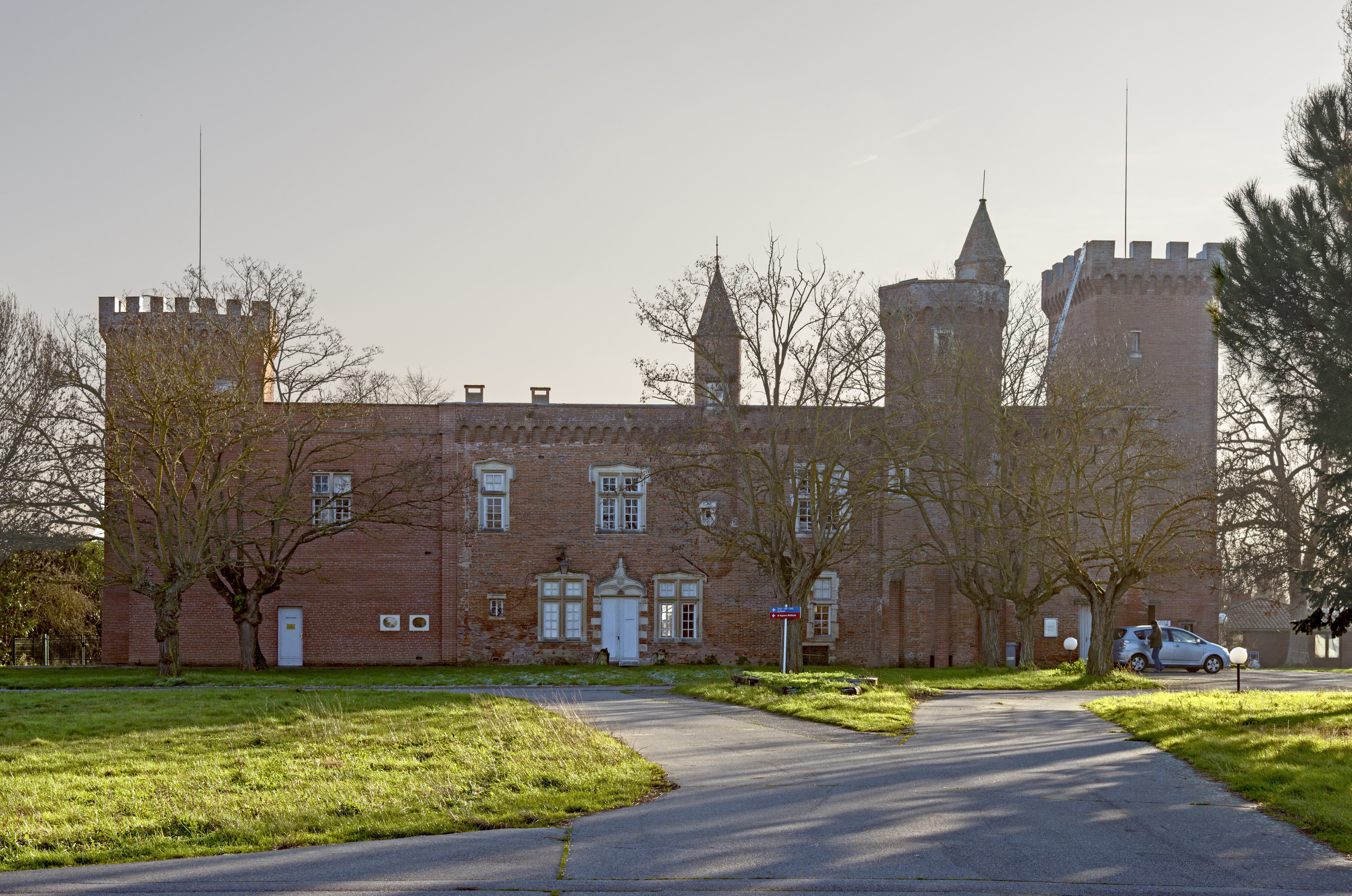
Il castello.
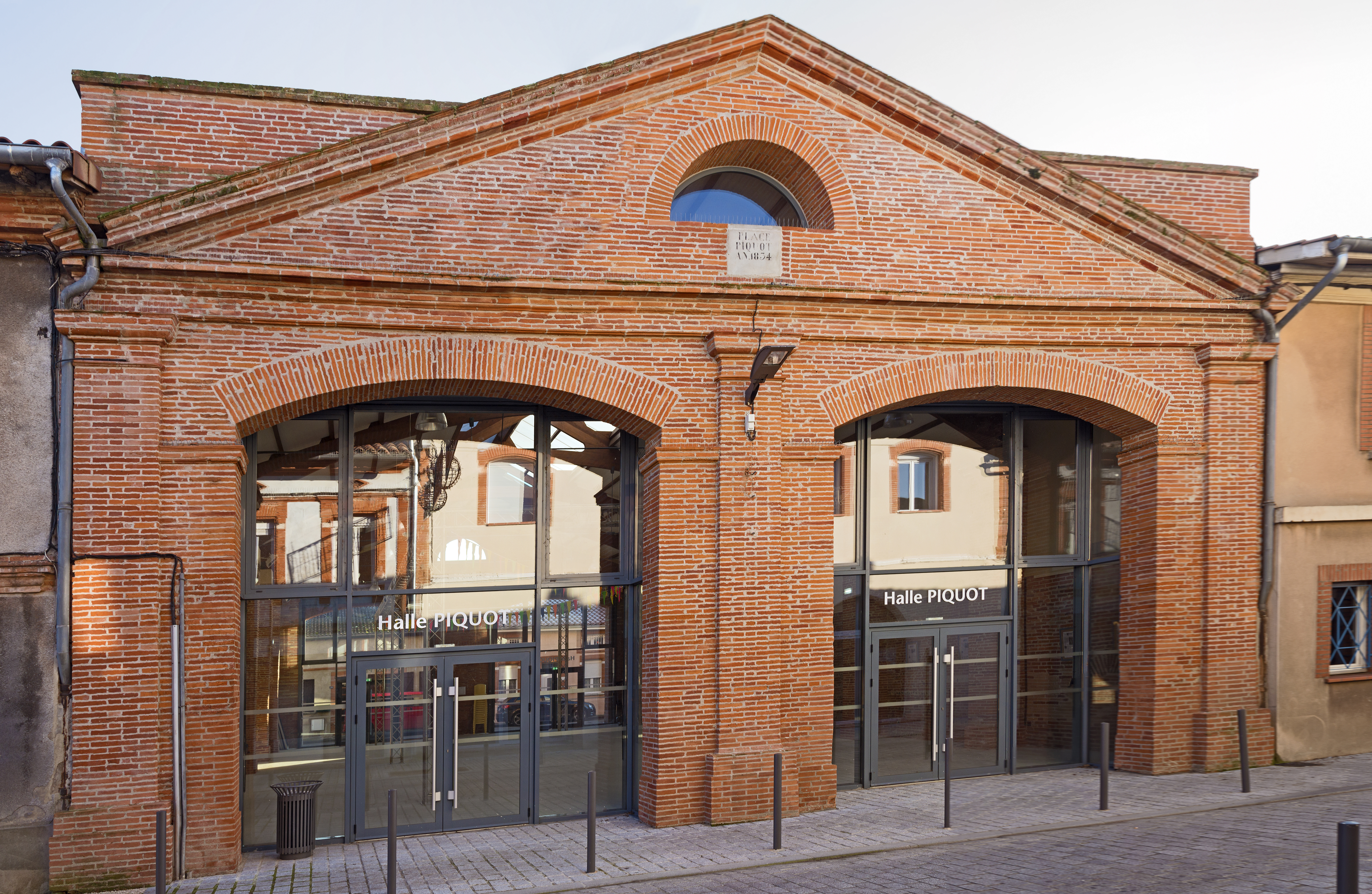
Mercato coperto.
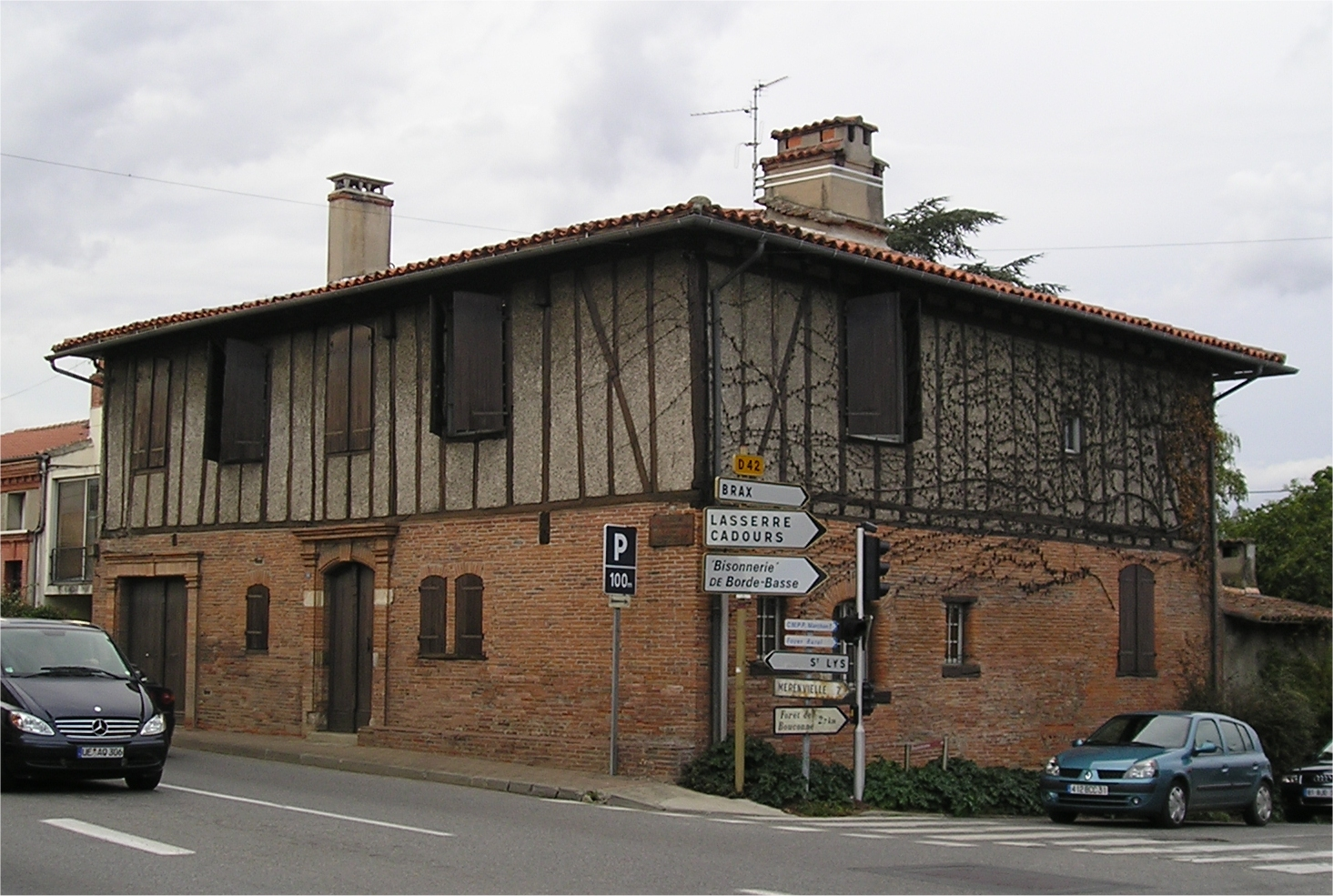
L'antica locanda.